# Auroralumina
Auroralumina attenboroughii
Genre
Espèce
Auroralumina est un genre monotypique fossile identifié dans la faune de l'Édiacarien du site de la forêt de Charnwood datant de 560 Ma, et identifié comme appartenant au groupe-couronne des Cnidaires, plus précisément au groupe-souche des Médusozoaires,.
Auroralumina attenboroughii en est l'espèce type, nommée d’après le naturaliste anglais David Attenborough, qui est allé à l'école dans le Leicestershire, où le fossile a été trouvé.

## Fossile

### Biologie

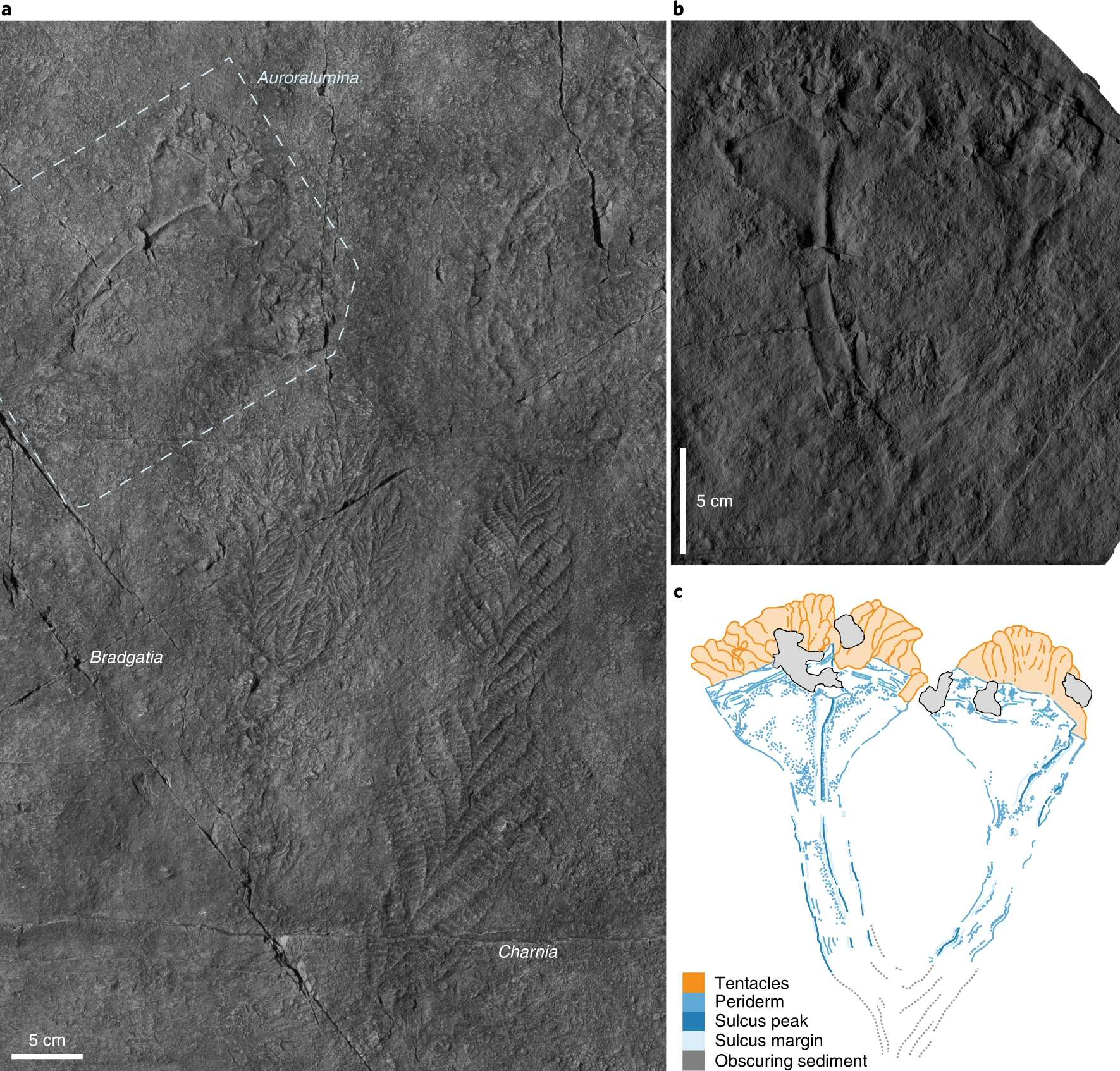
Holotype (en haut à gauche), fossilisé aux côtés de Charnia (en bas à droite) et de Bradgatia (à gauche).

Le fossile, dont le nom rappelle le latin « lanterne de l'aube », a été décrit comme le plus ancien prédateur animal connu, puisque sa structure le place parmi les cnidaires, qui possèdent des cellules urticantes (cnidocytes) sur leurs tentacules. On suppose qu'ils les utilisaient pour attraper de petits animaux planctoniques. Le fossile se compose d'une paire de tubes bifurquants dans lesquels vivaient les animaux. C'est la plus ancienne structure de ce type à être enregistrée. Elle a été datée d'il y a 560 millions d'années d'après les cristaux de zircon contenus dans la roche.

### Phylogénie
|           | Anthozoa |
|           | |
| Medusozoa | \| \| † Auroralumina \| \| \| \| \| \| autres espèces du groupe-souche \| \| \| \| \| \| groupe-couronne \| \| \| \| |
|           | \| \| † Auroralumina \| \| \| \| \| \| autres espèces du groupe-souche \| \| \| \| \| \| groupe-couronne \| \| \| \| |
|           | † Auroralumina |
|           | |
|           | autres espèces du groupe-souche                                                                                      |
|           | |
|           | groupe-couronne |
|           | |

|  | † Auroralumina                  |
|  |                                 |
|  | autres espèces du groupe-souche |
|  |                                 |
|  | groupe-couronne                 |
|  |                                 |

|           | Anthozoa |
|           | |
| Medusozoa | \| \| † Auroralumina \| \| \| \| \| \| autres espèces du groupe-souche \| \| \| \| \| \| groupe-couronne \| \| \| \| |
|           | \| \| † Auroralumina \| \| \| \| \| \| autres espèces du groupe-souche \| \| \| \| \| \| groupe-couronne \| \| \| \| |
|           | † Auroralumina |
|           | |
|           | autres espèces du groupe-souche                                                                                      |
|           | |
|           | groupe-couronne |
|           | |

|  | † Auroralumina                  |
|  |                                 |
|  | autres espèces du groupe-souche |
|  |                                 |
|  | groupe-couronne                 |
|  |                                 |

|           | Anthozoa |
|           | |
| Medusozoa | \| \| † Auroralumina \| \| \| \| \| \| autres espèces du groupe-souche \| \| \| \| \| \| groupe-couronne \| \| \| \| |
|           | \| \| † Auroralumina \| \| \| \| \| \| autres espèces du groupe-souche \| \| \| \| \| \| groupe-couronne \| \| \| \| |
|           | † Auroralumina |
|           | |
|           | autres espèces du groupe-souche                                                                                      |
|           | |
|           | groupe-couronne |
|           | |

|  | † Auroralumina                  |
|  |                                 |
|  | autres espèces du groupe-souche |
|  |                                 |
|  | groupe-couronne                 |
|  |                                 |

|           | Anthozoa |
|           | |
| Medusozoa | \| \| † Auroralumina \| \| \| \| \| \| autres espèces du groupe-souche \| \| \| \| \| \| groupe-couronne \| \| \| \| |
|           | \| \| † Auroralumina \| \| \| \| \| \| autres espèces du groupe-souche \| \| \| \| \| \| groupe-couronne \| \| \| \| |
|           | † Auroralumina |
|           | |
|           | autres espèces du groupe-souche                                                                                      |
|           | |
|           | groupe-couronne |
|           | |

|  | † Auroralumina                  |
|  |                                 |
|  | autres espèces du groupe-souche |
|  |                                 |
|  | groupe-couronne                 |
|  |                                 |